# ТГМ4
ТГМ4 (Тепловоз з Гідравлічною передачею, Маневровий, 4-та серія) — радянський чотиривісний маневровий тепловоз, сконструйований на Людинівському тепловозобудівному заводі на базі тепловозів ТГМ3 та ТГМ6А.
ТГМ4 є тепловозом ТГМ3 з новим двигуном — чотиритактним шестициліндровим дизельним двигуном 211Д-1 (6ЧН 21/21) з надувом та безпосереднім впорскуванням палива. На тепловозі ТГМ4 встановлений баласт масою 15 тонн. Перший дослідний екземпляр був побудований 1973, з 1974 по 1990 було побудовано 2659 локомотивів ТГМ4.

## Модифікації

### ТГМ4А

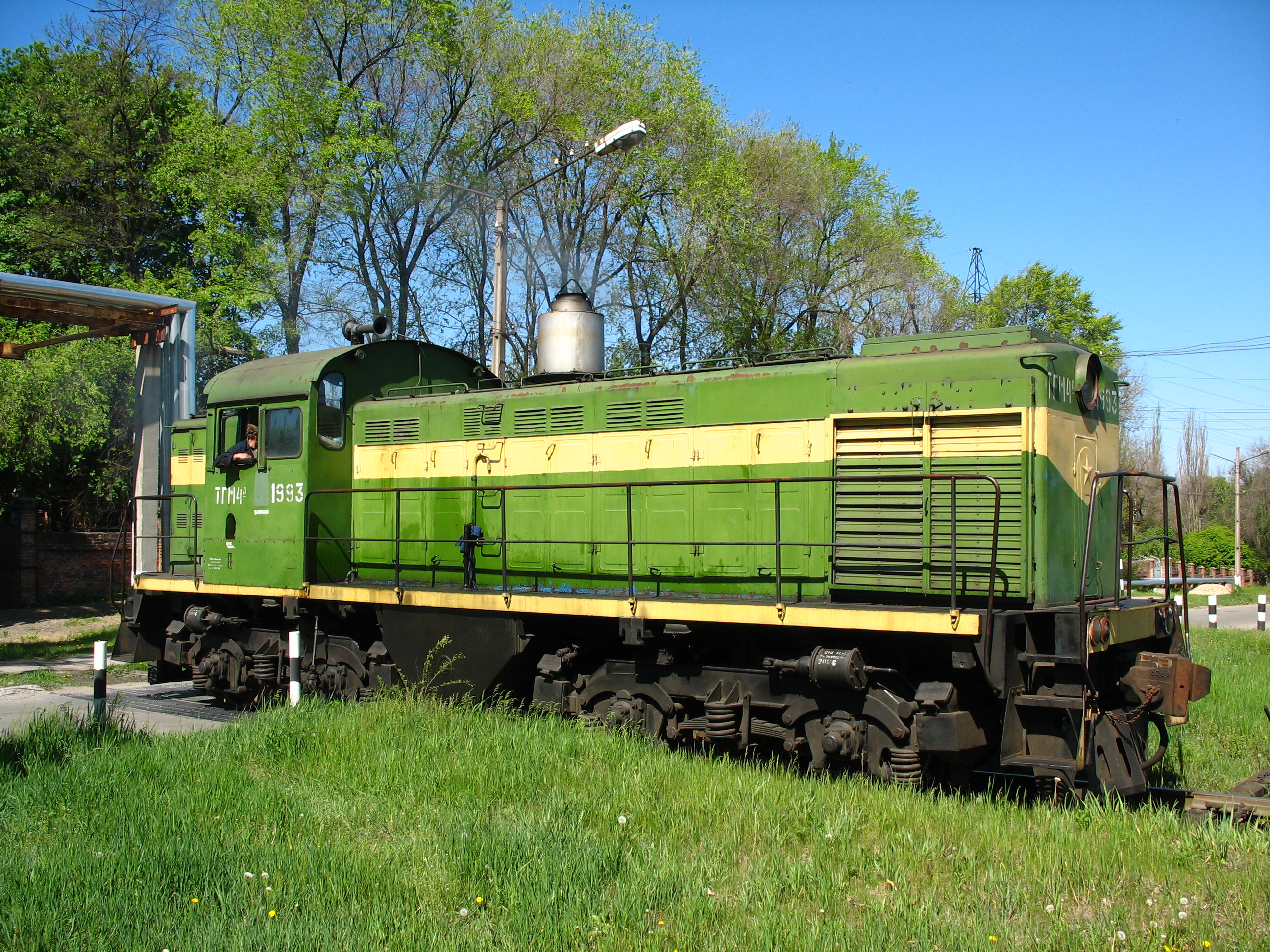
Тепловоз ТГМ4А-1993 на під'їзних шляхах «Дніпрошина»

Має баласт 3 тонни, при цьому зчіпна маса становить 68 т, замість 80 т у основного варіанту тепловоза. Перший дослідний зразок ТГМ4А був виготовлений 1971, з 1971 по 1989 було побудовано 2918 локомотивів. 1989 почав випускатись під назвою ТГМ4Л, де «Л» — означає легкий.

### ТГМ4Б

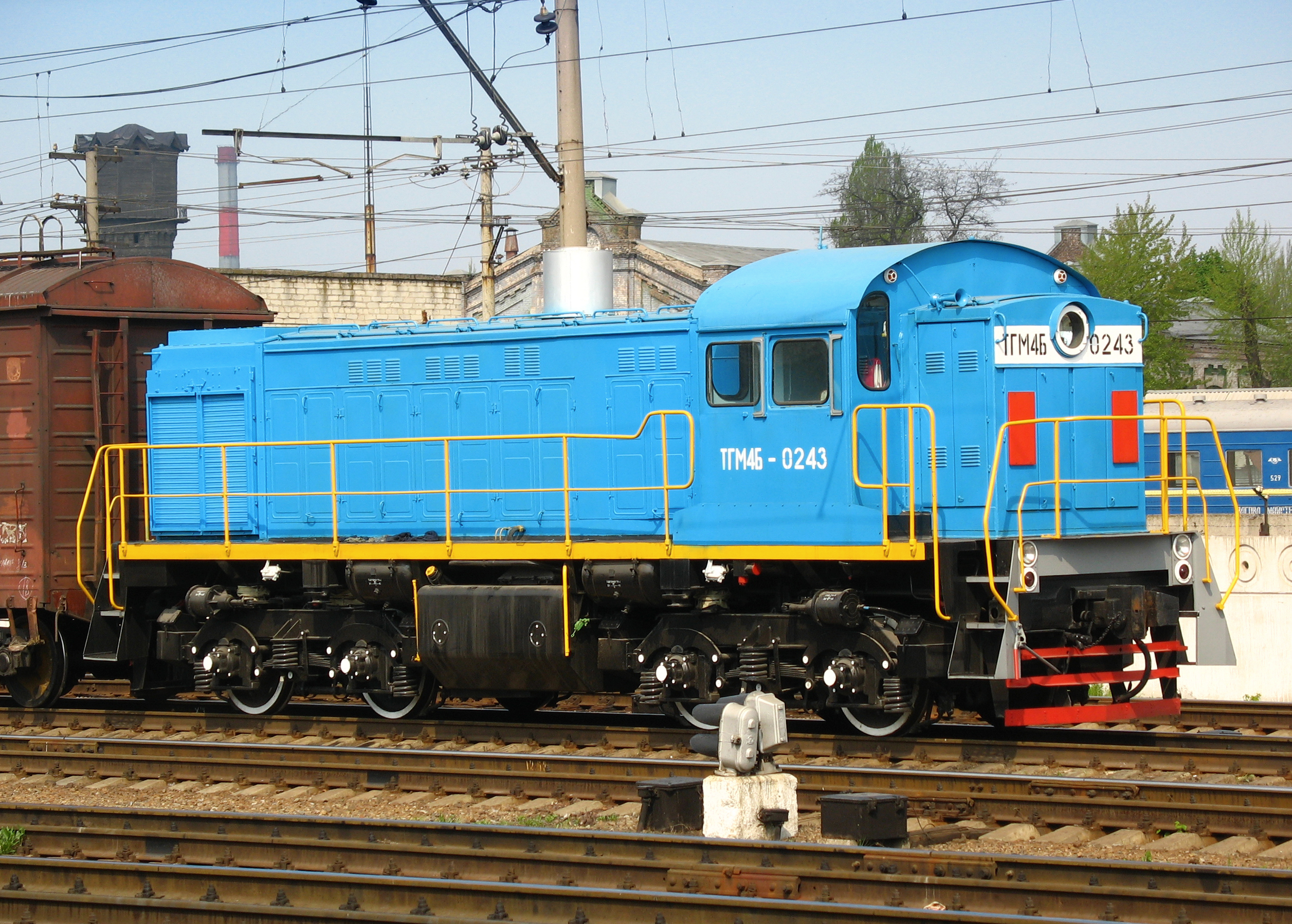
Тепловоз ТГМ4Б-0243

Глибоко модернізований тепловоз, створений на базі ТГМ4 та уніфікований з ТГМ6Д. Встановлений новий двигун 211Д3М потужністю 814 к.с., при цьому конструкційна швидкість зросла з 55 км/год до 65 км/год. Випускається з 1989, станом на вересень 2013 було побудовано 1072 локомотиви. З 985-го номера виготовляється на безщелепних візках.

### ТГМ4БЛ
Тепловоз ТГМ4Б зі зменшеною до 68т зчіпною масою. В невеликих кількостях виготовлявся на експорт, На початку 1990-их вісім тепловозів ТГМ4БЛ були виготовлені в тропічному виконанні для експорту на Кубу, але не були відправлені замовнику. Пізніше вони були перероблені для використання в кліматичних умовах середніх широт та продані промисловим підприємствам СНД, але залишені з кубинською серією 37.